# Miriam Nofach
Miriam Nofach, född 1878, död 1935, var en israelisk feminist och aktivist.
Hon var medgrundare till Union of Hebrew Women for Equal Rights in Erez Israel, som grundades 1919.